# Palestinska oslobodilačka organizacija
Palestinska oslobodilačka organizacija  (arapski: Munazzamat al-Tahrir al-Filastiniyah منظمة التحرير الفلسطينية, engleski: Palestine Liberation Organization, PLO) je organizacija koju su osnovale palestinske izbjeglice 1964. uz pomoć zemlja članica Arapske lige. Bili su uključeni u mnoge terorističke napade, no poslije prelaze u politiku.
PLO danas priznaje državu Izrael, a zauzvrat ih je Izrael priznao kao legitimnog predstavnika palestinskog naraoda. PLO je do svoje smrti vodio Yasser Arafat.

## Politički ciljevi
PLO je u početku želio zamijeniti Izrael s arapskom državom, Palestinom, u koju bi se sve palestinske izbjeglice vratile iz egzila. Od početka 1970-ih, ciljevi PLO-a postaju sofisticiraniji, tražeći nestanak cionističkog Izraela, dok bi Arapi i Židovi zajedno živjeli u jednoj državi. Od 1993., PLO priznaje državu Izrael ali traži nastanak palestinske države koja bi se prostirala na Zapadnoj obali, pojasu Gaze i istočnom Jeruzalemu, tj. palestinskim oblastima koje je Izrael okupirao tijekom Šestodnevnog rata.
PLO smatra da izraelska politika naseljavanja i Izraelska sigurnosna ograda sprječavaju model stvaranja dvije države. PLO je dobio jakog suparnika u islamističkom Hamasu. 